# Jori Mørkve
Jori Mørkve (ur. 29 grudnia 1980 w Voss) – norweska biathlonistka, dwukrotna medalistka mistrzostw świata.

## Kariera
W zawodach Pucharu Świata zadebiutowała 5 stycznia 2001 roku w Oberhofie, zajmując 77. miejsce w sprincie. Pierwsze pucharowe punkty wywalczyła 29 listopada 2006 roku w Östersund, gdzie zajęła 26. miejsce w biegu indywidualnym. Nigdy nie stanęła na podium indywidualnych zawodów tego cyklu, najwyższą lokatę wywalczyła 15 marca 2007 roku w Chanty-Mansyjsku, kończąc rywalizację w sprincie na osiemnastej pozycji. Najlepsze wyniki osiągnęła w sezonie 2006/2007, kiedy zajęła 57. miejsce w klasyfikacji generalnej.
Podczas mistrzostw świata w Anterselvie w 2007 roku wspólnie z Ann Kristin Flatland, Lindą Tjørhom i Torą Berger wywalczyła brązowy medal w sztafecie. Na tej samej imprezie razem z Torą Berger, Emilem Hegle Svendsenem i Frode Andresenem zdobyła też brązowy medal w sztafecie mieszanej. Na rozgrywanych rok wcześniej mistrzostwach świata w Pokljuce zajęła 23. miejsce w sztafecie mieszanej. Brała też udział w mistrzostwach świata w Chanty-Mansyjsku w 2011 roku, gdzie w swoim jedynym starcie zajęła 79. miejsce w biegu indywidualnym.
Dwukrotna medalistka zimowych igrzysk wojskowych w Dolinie Aosty w 2010 roku: złoto w drużynowym biegu patrolowym oraz brąz w biatlonowym sprincie drużynowym.

## Osiągnięcia

### Mistrzostwa świata
| Rok  | Miejscowość     | Konkurencje | Konkurencje | Konkurencje | Konkurencje | Konkurencje | Konkurencje | Konkurencje |
| Rok  | Miejscowość     | IN          | SP          | PU          | MS          | RL          | MR          | SR          |
| ---- | --------------- | ----------- | ----------- | ----------- | ----------- | ----------- | ----------- | ----------- |
| 2006 | Chanty-Mansyjsk | nd.         | nd.         | nd.         | nd.         | nd.         | 23.         | –           |
| 2007 | Anterselva      | –           | –           | –           | –           | 3.          | 3.          | –           |
| 2011 | Chanty-Mansyjsk | 79.         | –           | –           | –           | –           | –           | –           |

### Mistrzostwa Europy
| Rok  | Miejscowość   | Konkurencje | Konkurencje | Konkurencje | Konkurencje | Konkurencje | Konkurencje | Konkurencje |
| Rok  | Miejscowość   | IN          | SP          | PU          | MS          | RL          | MR          | SR          |
| ---- | ------------- | ----------- | ----------- | ----------- | ----------- | ----------- | ----------- | ----------- |
| 2002 | Kontiolahti   | 7.          | –           | –           | nd.         | 5.          | nd.         | –           |
| 2003 | Forni Avoltri | 13.         | 38.         | 30.         | nd.         | 7.          | nd.         | –           |
| 2006 | Langdorf      | 4.          | 60.         | 35.         | nd.         | 11.         | nd.         | –           |

### Puchar Świata

#### Miejsca w klasyfikacji generalnej
| Sezon     | Miejsce |
| --------- | ------- |
| 2000/2001 | -       |
| 2004/2005 | -       |
| 2005/2006 | -       |
| 2006/2007 | 57.     |
| 2007/2008 | -       |
| 2008/2009 | -       |
| 2009/2010 | -       |
| 2010/2011 | -       |
| 2011/2012 | 78.     |
| 2012/2013 | -       |
| 2015/2016 | -       |

#### Miejsca na podium w zawodach
Mørkve nigdy nie stanęła na podium indywidualnych zawodów PŚ.